# メイショウタバル
メイショウタバル（欧字名:Meisho Tabaru、2021年4月20日 - ）は、日本の競走馬。主な勝ち鞍は2025年の宝塚記念、2024年の毎日杯、神戸新聞杯。
馬名の意味は、冠名＋熊本県の地名。

## 戦績

### 2歳（2023年）
2023年10月9日の2歳新馬戦（京都芝2000m）で、角田大河を背にデビューし4着。12月24日、通算3戦目となった2歳未勝利戦（阪神芝2000m）では道中6番手から早めに仕掛けて先頭に立ち、初勝利を収めた。

### 3歳（2024年）
3歳シーズンは1月20日の若駒ステークスより始動する予定だったが、右前肢ハ行によりゲート前で競走除外に。仕切り直しの1戦となった2月17日のつばき賞は早めに先頭に立ち、後続の追撃を封じて2勝目をマークした。次走は3月17日のスプリングステークスを予定していたが、今度は左前肢のフレグモーネで回避した。3月23日、阪神競馬場で開催された毎日杯に出走。スタート直後にハナを切ると、最後の直線で後続を6馬身差突き放す圧勝で重賞初制覇を飾った。勝ちタイム1分46秒0は当時史上2位タイの速さであり、6馬身差,1.0秒の着差は2025年4月時点で史上最大着差である。その後、皐月賞への出走を表明した。
1枠1番を引き当てたクラシック1戦目の皐月賞は序盤から掛かりつつも果敢に逃げ、1000メートルの通過が57秒5のハイラップを演出。これが結果的にジャスティンミラノのレコード勝利を誘発したが、自身はスタミナが持たず直線で失速、最下位17着に沈んだ。続く東京優駿は左後挫石のため5月24日に出走を取り消した。
夏は休養に充て、9月22日の神戸新聞杯で復帰。好スタートを決めてハナに立ち、道中はリズムよく単騎逃げ。1000メートルを60.0秒で通過すると最後の直線ではジューンテイクが猛然と詰めてきたが、これを半馬身差でしのいで重賞2勝目を飾った。獲得した優先出走権通り、次走を菊花賞と発表した。

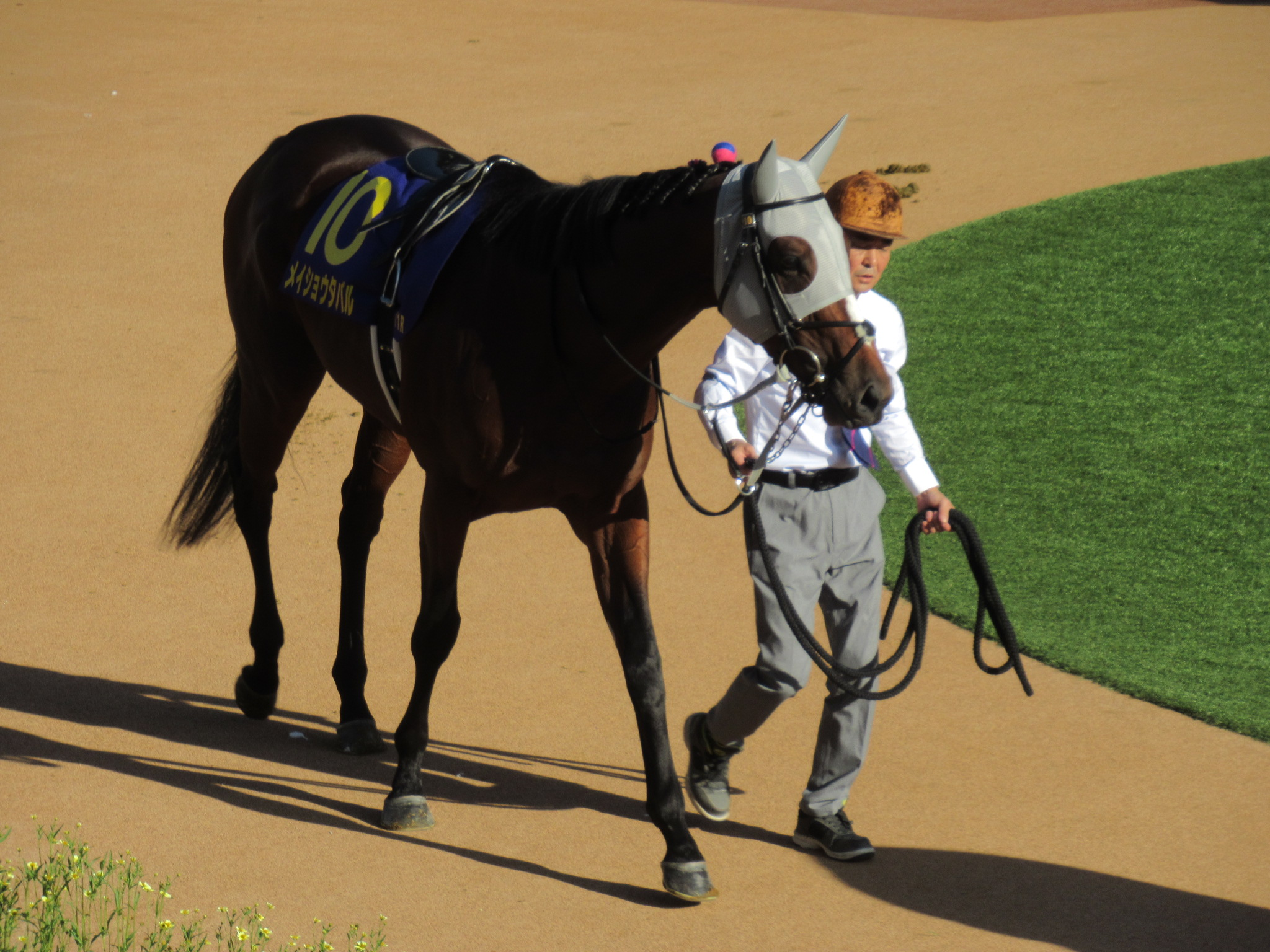
パドックのメイショウタバル（菊花賞）

10月20日、予定通り菊花賞に出走。好スタートを決めて道中は4番手を追走。2周目1コーナーでハナに立つも、ピースワンデュックが競ってくる等入れ替わりの激しい競馬となったことで戦意を喪失。勝負どころでは他の先行馬とともに早々と脱落し、優勝したアーバンシックから5秒以上離される16着に惨敗した。このレースの内容から気性面や長距離戦でのスタミナ面で、課題が浮き彫りとなった。
その後早い段階で年末の有馬記念を目指す事を発表。しかし、レースが近づくにつれて多くの馬が出走を表明し、人気投票の順位、出走馬決定賞金額の双方が足りず除外対象となった。
出走馬確定日まで粘るものの除外され、日経新春杯に目標を切り替えた。

### 4歳（2025年）

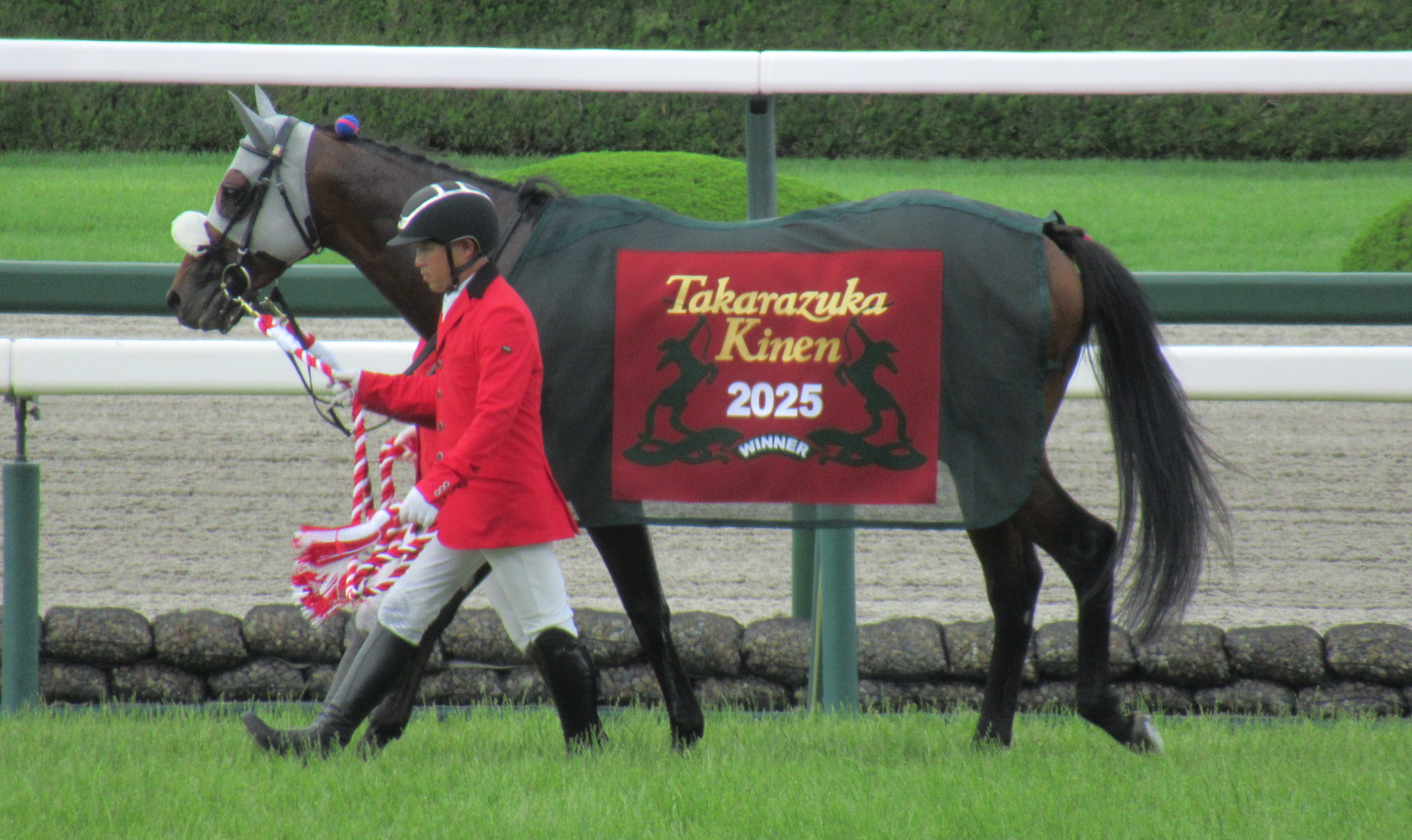
2025年宝塚記念表彰式

予定通り日経新春杯に出走。毎日杯以降ここまで逃げるスタイルの競馬を軸にしており、その理由や課題として気性面の脆さが指摘されていた。
当日は五分のスタートから持ち味の速い二の足でハナを取ると、速度を緩める事なく掛かりながら
1000メートルを57.7秒で通過するハイラップを演出。しかし皐月賞同様、大逃げをするも一杯となり残り400m時点で交わされてしまった。結果的に2分9秒台での速い決着タイムを演出したものの、自身は勝ち馬から2.1秒離された11着に沈んだ。
レース後は放牧に出され、次走は大阪杯かドバイターフとされた。大阪杯は多くの実績馬が参戦を表明して出走が危ぶまれたもののドバイミーティングからの招待が来てこれを受諾、次走は武豊騎手と新コンビを組んでドバイターフに決まった。
現地時間4月5日、自身初の海外輸送も無事にクリアし予定通りドバイターフに出走。若干出負けするもハナを取り切り、今回も果敢に逃げの競馬を選択。しかし大逃げとはならず後続の馬を直後に引き連れて直線に入ると、残り300m地点でロマンチックウォリアーに交わされるもしぶとく粘り、5着となった。
6月15日、武豊とのコンビ継続で宝塚記念に出走。6枠12番ゲートから抜群のスタートを切ると先頭を進み、1000m59秒1のラップを刻みレースを引っ張る展開となった。4コーナーで早めの押し上げで捕らえにかかるベラジオオペラに詰め寄られるも、最終直線でこれを突き放す末脚を見せ、3馬身差をつける逃げ切りでG1初制覇。2013、14年に同レースを連覇した父ゴールドシップとの父子制覇を果たした。この勝利により、武豊は2006年ディープインパクト以来となる本レース5勝目で、自身が持つ歴代最多勝利記録を更新した。石橋守厩舎は開業13年目にしてGI初勝利、そして本馬は2008年エイシンデピュティ以来17年振りとなる逃げ切り勝利を飾った。

## 競走成績
以下の内容は、JBISサーチ、netkeiba.com、Racing Postおよびエミレーツ競馬協会に基づく。
| 競走日     | 競馬場   | 競走名       | 格   | 距離（馬場）  | 頭 数 | 枠 番 | 馬 番 | オッズ （人気） | 着順 | タイム （上り3F） | 着差  | 騎手      | 斤量 [kg] | 1着馬（2着馬）       | 馬体重 [kg] |
| ---------- | -------- | ------------ | ---- | ------------- | ----- | ----- | ----- | --------------- | ---- | ----------------- | ----- | --------- | --------- | -------------------- | ----------- |
| 2023.10.09 | 京都     | 2歳新馬      |      | 芝2000m（重） | 10    | 5     | 5     | 005.30（3人）   | 04着 | R2:05.9（34.2）   | -0.4  | 0角田大河 | 55        | オールナット         | 502         |
| 0000.10.28 | 京都     | 2歳未勝利    |      | 芝1800m（良） | 10    | 7     | 7     | 003.90（2人）   | 05着 | R1:48.3（35.1）   | -0.4  | 0角田大河 | 55        | ダノンデサイル       | 504         |
| 0000.12.24 | 阪神     | 2歳未勝利    |      | 芝2000m（良） | 14    | 5     | 7     | 003.30（1人）   | 01着 | R2:00.6（34.7）   | -0.2  | 0浜中俊   | 56        | （クルミナーレ）     | 502         |
| 2024.01.20 | 京都     | 若駒S        | L    | 芝2000m（重） | 7     | 4     | 4     |                 | 除外 | R                 |       | 0浜中俊   | 57        | サンライズジパング   | 490         |
| 0000.02.17 | 京都     | つばき賞     | 1勝  | 芝1800m（良） | 9     | 5     | 5     | 006.10（3人）   | 01着 | R1:46.9（34.0）   | -0.0  | 0浜中俊   | 57        | （キープカルム）     | 500         |
| 0000.03.23 | 阪神     | 毎日杯       | GIII | 芝1800m（重） | 10    | 4     | 4     | 009.40（5人）   | 01着 | R1:46.0（34.4）   | -1.0  | 0坂井瑠星 | 57        | （ノーブルロジャー） | 500         |
| 0000.04.14 | 中山     | 皐月賞       | GI   | 芝2000m（良） | 17    | 1     | 2     | 007.00（4人）   | 17着 | R1:59.3（38.0）   | -2.2  | 0浜中俊   | 57        | ジャスティンミラノ   | 500         |
| 0000.05.26 | 東京     | 東京優駿     | GI   | 芝2400m（良） | 17    | 8     | 16    |                 | 取消 | R                 |       | 0浜中俊   | 57        | ダノンデサイル       | 計不        |
| 0000.09.22 | 中京     | 神戸新聞杯   | GII  | 芝2200m（稍） | 14    | 8     | 15    | 005.40（2人）   | 01着 | R2:11.8（36.0）   | -0.1  | 0浜中俊   | 57        | （ジューンテイク）   | 496         |
| 0000.10.20 | 京都     | 菊花賞       | GI   | 芝3000m（良） | 18    | 5     | 10    | 009.60（5人）   | 16着 | R3:09.3（40.7）   | -5.2  | 0浜中俊   | 57        | アーバンシック       | 502         |
| 2025.01.19 | 中京     | 日経新春杯   | GII  | 芝2200m（良） | 16    | 3     | 6     | 005.30（2人）   | 11着 | R2:11.9（39.5）   | -2.1  | 0浜中俊   | 57.5      | ロードデルレイ       | 510         |
| 0000.04.05 | メイダン | ドバイターフ | G1   | 芝1800m（Gd） | 11    | 8     | 6     | 019.00（5人）   | 05着 | R1:46.27（34.98） | -0.43 | 0武豊     | 57        | Soul Rush            | 計不        |
| 0000.06.15 | 阪神     | 宝塚記念     | GI   | 芝2200m（稍） | 17    | 6     | 12    | 011.40（7人）   | 01着 | R2:11.1（36.0）   | -0.5  | 0武豊     | 58        | （ベラジオオペラ）   | 504         |

- 海外の競走の「枠番」欄にはゲート番を記載
- 競走成績は2025年6月15日現在

## 血統表
| メイショウタバルの血統          | メイショウタバルの血統                            | メイショウタバルの血統          | （血統表の出典）                | （血統表の出典）        |
| 父系                            | サンデーサイレンス系/ヘイロー系                   | サンデーサイレンス系/ヘイロー系 | サンデーサイレンス系/ヘイロー系 | [ § 2 ]                 |
| 父 ゴールドシップ 芦毛 2009     | 父の父ステイゴールド 黒鹿毛 1994                  | *サンデーサイレンス             | Halo                            | Halo                    |
| 父 ゴールドシップ 芦毛 2009     | 父の父ステイゴールド 黒鹿毛 1994                  | *サンデーサイレンス             | Wishing Well                    |                         |
| 父 ゴールドシップ 芦毛 2009     | 父の父ステイゴールド 黒鹿毛 1994                  | ゴールデンサッシュ              | *ディクタス                     | *ディクタス             |
| 父 ゴールドシップ 芦毛 2009     | 父の父ステイゴールド 黒鹿毛 1994                  | ゴールデンサッシュ              | ダイナサッシュ                  |                         |
| 父 ゴールドシップ 芦毛 2009     | 父の母ポイントフラッグ 芦毛 1998                  | メジロマックイーン              | メジロティターン                | メジロティターン        |
| 父 ゴールドシップ 芦毛 2009     | 父の母ポイントフラッグ 芦毛 1998                  | メジロマックイーン              | メジロオーロラ                  |                         |
| 父 ゴールドシップ 芦毛 2009     | 父の母ポイントフラッグ 芦毛 1998                  | パストラリズム                  | *プルラリズム                   | *プルラリズム           |
| 父 ゴールドシップ 芦毛 2009     | 父の母ポイントフラッグ 芦毛 1998                  | パストラリズム                  | トクノエイティー                |                         |
| 母 メイショウツバクロ 鹿毛 2010 | 母の父*フレンチデピュティ French Deputy 栗毛 1992 | Deputy Minister                 | Vice Regent                     | Vice Regent             |
| 母 メイショウツバクロ 鹿毛 2010 | 母の父*フレンチデピュティ French Deputy 栗毛 1992 | Deputy Minister                 | Mint Copy                       |                         |
| 母 メイショウツバクロ 鹿毛 2010 | 母の父*フレンチデピュティ French Deputy 栗毛 1992 | Mitterand                       | Hold Your Peace                 | Hold Your Peace         |
| 母 メイショウツバクロ 鹿毛 2010 | 母の父*フレンチデピュティ French Deputy 栗毛 1992 | Mitterand                       | Laredo Lase                     |                         |
| 母 メイショウツバクロ 鹿毛 2010 | 母の母ダンシングハピネス 黒鹿毛 1999              | ダンスインザダーク              | *サンデーサイレンス             | *サンデーサイレンス     |
| 母 メイショウツバクロ 鹿毛 2010 | 母の母ダンシングハピネス 黒鹿毛 1999              | ダンスインザダーク              | *ダンシングキイ                 |                         |
| 母 メイショウツバクロ 鹿毛 2010 | 母の母ダンシングハピネス 黒鹿毛 1999              | メイショウサチカゼ              | *クリスタルグリッターズ         | *クリスタルグリッターズ |
| 母 メイショウツバクロ 鹿毛 2010 | 母の母ダンシングハピネス 黒鹿毛 1999              | メイショウサチカゼ              | シアトルダンサー                |                         |
| 母系(F-No.)                     | (FN:8-h)                                          | (FN:8-h)                        | (FN:8-h)                        | [ § 3 ]                 |
| 5代内の近親交配                 | サンデーサイレンス 3x4                            | サンデーサイレンス 3x4          | サンデーサイレンス 3x4          | [ § 4 ]                 |
| 出典                            | 1. 2. 3. 4.                                       | 1. 2. 3. 4.                     | 1. 2. 3. 4.                     | 1. 2. 3. 4.             |

- 叔父に京都大賞典勝ち馬のメイショウカンパクがいる。
- 母メイショウツバクロは、石橋守が騎手時代に最後の勝利を挙げた馬である[36]。